# José Martínez Díaz
José Víctor Martínez Díaz (Curicó, 18 marzo 1991) è un ex calciatore cileno, di ruolo difensore.

## Carriera

### Club
Ha giocato nella massima serie cilena.

### Nazionale
Nel 2010 ha giocato due partite con la nazionale cilena. Nel 2011 ha poi anche giocato alcune partite con la maglia della nazionale Under-20.

## Palmarès

### Club

#### Competizioni nazionali
- Campionato cileno: 1

Universidad Católica: 2010